# Cantó de Chastilhon de Diés
El cantó de Chastilhon de Diés és un cantó francès del departament de la Droma, situat al districte de Diá. Té 7 municipis i el cap és Chastilhon de Diés.

## Municipis
- Boulc
- Chastilhon de Diés
- Glandatge
- Lus-la-Croix-Haute
- Menglon
- Sant Roman
- Treschenu-Creyers

## Història
| Data d'elecció                           | Identitat       | Partit                    | Qualitat |
| ---------------------------------------- | --------------- | ------------------------- | -------- |
| 1949-1973                                | M. Bompard      | SFIO, després independent |          |
| 1973-198.                                | M. Rambaud      | PS                        |          |
| 198.-2004                                | Gérard Védrines | Divers gauche             |          |
| 2004-                                    | Alain Matheron  | PS                        |          |
| les dades anteriors no són pas conegudes |                 |                           |          |
|                                          |                 |                           |          |